# Bistum Buga
Das Bistum Buga (lat.: Dioecesis Buguensis, span.: Diócesis de Buga) ist eine in Kolumbien gelegene Diözese der römisch-katholischen Kirche mit Sitz in Buga. 

## Geschichte
Das Bistum Buga wurde am 25. Juni 1966 durch Papst Paul VI. aus dem Erzbistum Cali und dem Bistum Palmira heraus errichtet. Es ist ein Suffraganbistum des Erzbistums Cali.

### Bischöfe von Buga
- Julián Mendoza Guerrero, 1967–1984
- Rodrigo Arango Velásquez PSS, 1985–2001
- Hernán Giraldo Jaramillo, 1996–2012
- José Roberto Ospina Leongómez, 2012–2024
- Alexander Matiz Atencio, seit 2024